# Васил Златаров
Васил Иванов Златаров е български офицер, полковник от инженерни войски, радетел за създаването на българското въздухоплаване, негов основател и пръв организатор. Той е първият българин, летял с балон, с планер и с аероплан. Първото бомбардиране на противников обект от български самолет е извършено на 17 ноември 1912 г. над Одрин от самолет Блерио XI, пилотиран от италианския доброволец в българската войска Джовани Сабелии, а майор Васил Златаров, командир на Въздухоплавателния парк, прави първата аеропланна бомбардировка в Европа.

## Биография
Васил Златаров е роден на 3 ноември 1869 година в Гюргево, Румъния и израсъл в будно възрожденско семейство. Майка му Николина Златарова е сподвижница на Христо Ботев и човек с горд и свободолюбив характер. Златаров завършва гимназия в Русе и на 10 октомври 1888 постъпва на военна служба. Завършва Военно училище през 1891 година, на 2 август е произведен в чин подпоручик и зачислен в пионерните части. Служи в жп дружина, първа пионерна дружина. По време на първото българско изложение в Пловдив през 1892 г. той е в състава на пионерното подразделение, обезпечаващо демонстрациите с балона „Ла Франс“. През 1900 г. служи в I пионерна дружина.

## Професионална кариера
След полета, Васил Златаров се посвещава на изучаване на въздухоплавателното дело, просветителска и пропагандна дейност за ролята на въздухоплаването за нуждите и целите на военното дело. Молбата му да бъде изпратен на обучение във въздухоплавателно дело е одобрена и Златаров е изпратен през 1902 година да учи в Учебния въздухоплавателен парк в Гатчино (край Петербург в Русия). По това време той е единственият чуждестранен офицер, допуснат до въздухоплавателното училище. Завършил блестящо курса за обучение, в България е назначен за началник на малка въздухоплавателна команда към ІІ пионерна дружина в София. В тази команда поради липса на конкретна дейност, са правели и обследвали полети с изработени от тях хвърчила.
През 1904 г. е назначен за ротен командир в V дружина, а въздухоплавателната команда има за командир друг запален във въздухоплаването български офицер – Хараламби Джамджиев. Срещата на двамата поставя началото на сътрудничество, предопределило бъдещето на българската авиация. С построените двуплощни хвърчила от т.нар. „хараграфов“ тип издигат товари до 70 kg. Тези изследвания са база за строеж на малки, но стабилни в полет планери, демонстрирани в полет по склоновете на Софийския военен лагер. След полета с балон, Златаров лети на безмоторен самолет и поставя началото на безмоторния спорт в България. Поради липсата на реално приложение на въздухоплаването във военното дело, командата е закрита.

## Ново начало
В края на 1905 година на Златаров е разпоредено да представи план за структура и организация на ново въздухоплавателно отделение, сформирано на 28 февруари 1906 г. Така за трети път след 1892 и 1903 година се формира въздухоплавателна команда с неясно формулирани задачи и с никакви ресурси. Поради липсата на въздухоплавателни апарати, Златаров отново конструира хвърчила и балансирани планери. Създава и план за изграждане на въздухоплаването, който преди всичко включва проучване на европейския опит и пренасянето му в България за строеж на въздухоплавателни средства. През 1906 година изучава френския опит и наблюдава атракционните полети на Сантос-Дюмон с нов летателен апарат – самолета. Независимо от впечатляващия полет, неговата теза е, че самолета е недостъпно средство за България и закупува балон с вместимост 360 m3 и 300 m въже. Тук в България са направени приспособленията и газодобивният апарат за него. През 1909 година отново в Париж бъдещият родоначалник на българската авиация разбира, че бъдещето е на по-тежките от въздуха летателни апарати. Бързо усвоява новите технически идеи и вниква в проблемите и качествата на създаваните аероплани от различни фирми. За пропагандиране на полет със самолет и начало на програма за създаване на българска военна авиация, Златаров със Симеон Добревски организират полет на руския авиатор Б. С. Масленников в България. През 1909 г. заема длъжността началник на въздухоплавателното отделение при жп дружина. Отново за трети път Златаров е пръв – лети с руския пилот на 15 ноември 1910 година. Със закупени материали от Русия в България се изработва първият балон – „София-1“ по проект на Златаров и Казанджиев. На 1 август 1912 г. този балон с обем 640 m3 получава право на свободни полети. Това е балонът, с който българската войска воюва в Балканската и Първата световна война.
Като командир на въздухоплавателното отделение и човек, потопен в теорията и практиката на въздухоплаването в началото на ХХ век, Златаров е убеден, че привързаният балон е уязвимо летателно средство от артилерията и няма бъдеще като летателен апарат. И независимо че изпраща Продан Таракчиев да учи за пилотиране на балон в Русия, разучава техническите параметри и оферти на производителите на самолети. Подготвя техническите условия, на които трябва да отговарят закупуваните аероплани за българската войска. През 1911 г. е командир на техническата рота в жп дружина.
Като командир на Въздухоплавателния парк, Златанов организира през Балканската война базово летище край гр. Мустафа паша (Свиленград) и служба за техническо обслужване на аеропланната техника, като създава първата полева работилница за ремонт на аероплани. Тук на 17 ноември 1912 г. над Одрин от пилотирания от италианския доброволец в българската армия Джовани Сабели самолет Блерио XI, майор Васил Златаров извършва първата в историята на Европа и на българската авиация бомбардировка от въздуха. През Балканските войни е командир на въздухоплавателен парк. През 1915 г. е домакин на понтонна дружина.
През Първата световна война В. Златаров е командир на телеграфния парк при ЩДА (1915 – 1916), след което е командир на Въздухоплавателната дружина, която се състои от аеропланна и балонна група. Отново се създава полева аеропланна работилница, ръководена от Симеон Петров, а командир на авиационната група е Радул Милков. Оценката на авиационните специалисти – историци е, че при тежките военни условия, липсата на резервни части и сравнително бързо морално остаряваща летателна техника, създадената полетна организация, ремонтът на самолетите и личното участие на Златаров в бойните действия е поддържало в непрекъсната бойна готовност младата българска авиация и висок боен дух в първите военни авиатори. На 14 октомври 1917 г. е произведен в чин полковник.
След войната по силата на Ньойския договор следва унищожаването на българската авиация. Васил Златаров е сред уволнените „поради намаляване ефективите на армията“. Работи като чиновник, поддържа магазин, но силно разклатеното му здраве го отдалечава от авиацията и възраждането ѝ след средата на 20-те години на ХХ век. Умира в София на 17 май 1932 година.

## Теоретик и създател на генерация български авиатори
Като военен специалист, преминал специално обучение, Златаров задълбочава теоретичната си подготовка, наблюдава професионално развитието на въздухоплавателните средства и публикува първия труд в България на тази тема „Записки по въздухоплаване“. Той пише и първите учебници по балонно дело, метеорология, химия и инструкции за работа и полет с балони.
Друг негов съществен принос е, че при липсата на каквото и да било виждане за развитието на въздухоплаването в България, той изготвя програми за обучение на балонисти и авиатори, за закупуване на аероплани и бойното им използване и пряко работи за реализирането на това дело.

## Военни звания
- Подпоручик (2 август 1891)
- Поручик (2 август 1894)
- Капитан (15 септември 1900)
- Майор (1912)
- Подполковник (2 август 1915)
- Полковник (14 октомври 1917)

## Награди
- Военен орден „За храброст“ IV степен, 2 клас
- Народен орден „За военна заслуга“ IV степен на военна лента
- Орден „За заслуга“ на обикновена лента